# ترور گودارد
ترور گودارد (انگلیسی: Trevor Goddard; ۱۴ اکتبر ۱۹۶۲ – ۷ ژوئن ۲۰۰۳) بوکسور، هنرپیشه اهل انگلستان بود. وی بین سال‌های ۱۹۸۹ تا ۲۰۰۳ میلادی فعالیت می‌کرد.
از فیلم‌ها یا برنامه‌های تلویزیونی که وی در آن نقش داشته‌است می‌توان به مردان جنگی، مورتال کامبت، برخاسته از اعماق و چند دختر اشاره کرد.